# Saint-Just Péquart
 Saint-Just Victor Péquart, né à Saint-Laurent le 15 mars 1881 et mort à Montpellier le 11 septembre 1944, est un industriel, archéologue et préhistorien français. Il a partagé ses activités entre la Lorraine et divers chantiers de fouille, principalement en Bretagne et en Ariège. Il a également été un important collectionneur d'art, notamment de l'École de Nancy dont il fréquentait les artistes. À ce titre, il fut mécène de Jules Cayette et Jean Prouvé.

## Biographie
Saint-Just Péquart est né en 1881 près d'Épinal au sein d'une famille bourgeoise et aisée. Son père, qui portait également le prénom de Saint-Just, était un riche entrepreneur de travaux publics. Après une scolarité effectuée à Verdun chez son oncle Victor, qui sera maire de la ville, Saint-Just Péquart suit des études de droit à Nancy, où il obtient une licence.
Riche héritier au décès de son père en 1901, il reprend et développe de manière considérable la quincaillerie familiale de sa grand-mère maternelle Richier-Raison, située no 81-83 bis rue Saint-Georges à Nancy. Il investit de manière importante dans les fers à béton, technique alors nouvelle qui va connaître un grand essor, et dans les aciéries de Longwy, après son association avec les Aerts. Tout cela conforte et augmente sa fortune, très importante.
En 1906, il épouse Marthe César (1884-1963), fille d'un architecte nancéien. Le couple, qui aura trois enfants, habite dans un premier temps une grande propriété à Champigneulles, La Haute Rive, puis déménage pour Les Charmettes à Laxou. Cette dernière propriété est devenue la mairie.

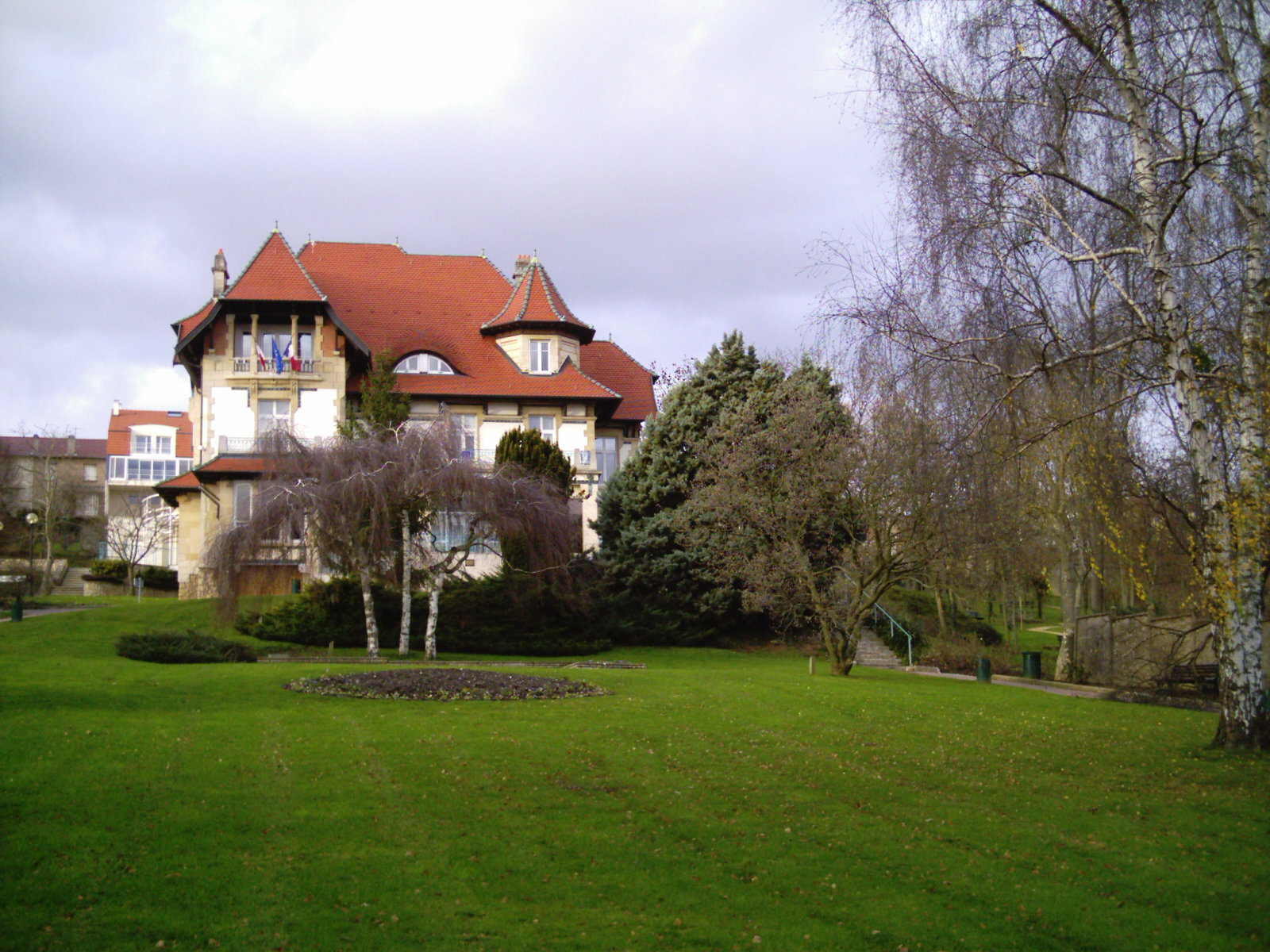
L'ancienne propriété Péquart à Laxou, devenue l'hôtel de ville de la commune.

Péquart côtoie également différentes personnalités politiques comme Louis Marin. En 1935, il participe à la création d'une section locale de l'Alliance démocratique. Celle-ci devient en décembre 1935 la Fédération lorraine de l'Alliance démocratique. Péquart en dirige le comité. Opérant un basculement politique, il adhère au Parti populaire français de Jacques Doriot peu avant la Seconde Guerre mondiale,, mais semble quitter le parti en novembre 1941.

### Collectionneur et mécène
Certainement par goût personnel, et grâce aux moyens financiers dont il dispose, Saint-Just Péquart soutient de manière importante des artistes de l'École de Nancy.
En 1907, il commande à Jacques Gruber un important ensemble de salon aux orchidées, se composant d'une banquette, d'un ou de plusieurs fauteuils, d'une table à thé, d'une cheminée et d'une somptueuse vitrine aujourd'hui conservée au musée de l'École de Nancy. Vers 1908-1909, il passe commande d'une imposante bibliothèque au Grand-duc (également conservée au musée de l'École de Nancy, au premier étage) dont les vitraux ont été ultérieurement remplacés par des grilles de Jean Prouvé. C'est sans doute par ces commandes que Péquart fait la connaissance d'un jeune artiste né un an après lui : Jules Cayette. En effet, ce dernier travaille chez Gruber comme « collaborateur » à l'atelier d'ébénisterie-sculpture, Gruber n'en ayant pas lui-même les compétences techniques. Une grande amitié va naître entre les deux hommes et Péquart soutient financièrement Cayette lorsque ce dernier s'installe à son compte. Il lui passe de nombreuses commandes tout au long des années 1910 à 1930. Certaines sont prestigieuses, comme un important miroir en argent, or et lapis-lazuli, aujourd'hui non localisé. En 1915, Cayette réalise avec Victor Prouvé un ex-libris artistique pour Péquart.
Saint-Just Péquart côtoie également de manière intime la famille Prouvé. Il les héberge plusieurs mois en 1915 dans sa propriété de Champigneulles. Victor Prouvé réalise plusieurs portraits de Saint-Just et Marthe Péquart, dont certains sont tirés en gravure. Péquart soutient financièrement l'installation de Jean Prouvé. Il siègera plusieurs années au conseil d'administration de la société de ce dernier. Les deux hommes se brouilleront ensuite. La tradition veut que Péquart, qui admirait avant tout l'artisanat et le « geste artistique », n'ait pas apprécié le tournant industriel que Jean Prouvé donna à sa production.
Parmi les autres artistes collectionnés par Péquart, il convient de citer les bijoutiers Séverin Ronga,  et Jules Déon, les frères Mougin, Ernest Wittmann, le graveur Léopold Poiré dont Péquart possède toute la production, Victor Guillaume, etc. Péquart soutient aussi la broderie lorraine, vieille tradition de la région.

### Campagnes archéologiques

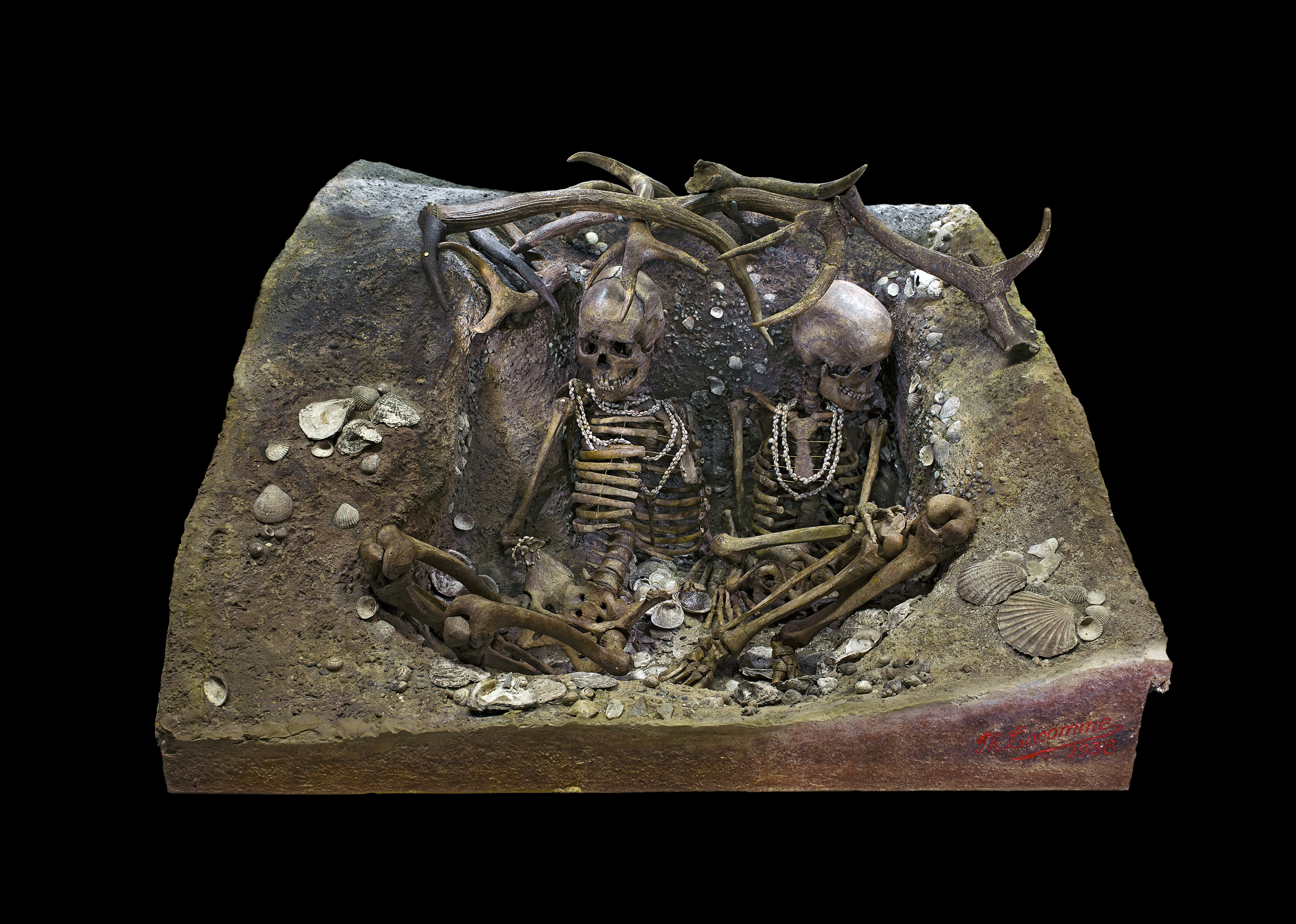
Sépulture de Téviec
Muséum de Toulouse

Parallèlement à ses activités de « marchand de fer », Saint-Just Péquart et son épouse Marthe se passionnent pour l'archéologie préhistorique et les sites mégalithiques. Pendant presque vingt ans (1915-1934), à raison d'un à trois mois par an, ils fouillent le littoral sud de la Bretagne, d'abord en assistant l'archéologue breton Zacharie Le Rouzic qui les a formés, puis à partir de 1927, après une brouille avec ce dernier lors de la publication de Corpus des signes gravés des monuments mégalithiques du Morbihan, ils entreprennent et financent leurs propres fouilles, pendant leurs congés : 
- 1915 : île Thinic.
- 1916 : Le Manio, Kerbois, Le Net, Queric la Lande, Roch er Talles, Kermarker.
- 1919 et 1920 : Peudrec.
- 1921 : Crucuny, Mane Bras, Le Net, Couregan, Saint-Adrien, Penher.
- 1922 : Crucuny, Le Manio, Limouzen, Mané Meur, Castellic.
- 1923 : Er Yoh, Cromlech d'Er Lannic, Le Lizo, Hoëdic (dolmen de la Croix).
- 1924 : Er Yoh, Cromlech d'Er Lannic.
- 1925 : Er Yoh, Cromlech d'Er Lannic, Kercado, Toul Braz.
- 1926 : Men Meur (Le Guilvinec), Brunec (les Glénan), prospections des Glénan.
- 1927 : île aux Moutons (les Glénan).
- 1928, 1929 & 1930 : Téviec[16].
- 1930 à 1934 : Hoëdic.

Le faon aux oiseaux
Musée de préhistoire du Mas-d'Azil

La seconde moitié des années 1930 et la période de la Seconde Guerre mondiale sont consacrées au Mas d'Azil, en Ariège où Henri Breuil les encourage à reprendre les travaux d'Édouard Piette à la Grotte du Mas-d'Azil. Ils visitent alors une galerie non encore fouillée où ils découvrent un outillage et des œuvres d'art du Magdalénien.
- 1935 : déblaiement de la rive gauche.
- 1936 : rive gauche.
- 1937 : rive gauche puis galerie rive droite.
- 1938 à 1940 : rive droite.
- 1941 à 1944 : achèvement de la rive droite, puis continuation de la rive gauche.

En mars 1942, Péquart est nommé directeur des antiquités pour les circonscriptions archéologiques préhistoriques (6e circonscription).
Parmi les principales découvertes réalisées au cours de leurs fouilles, il convient donc de citer la célèbre sépulture A du muséum de Toulouse, du Mésolithique, et, au Mas-d'Azil, le fameux propulseur dit du faon aux oiseaux, de l'époque magdalénienne.

### Travaux scientifiques
Si l'époque permet aux riches amateurs de mener des campagnes de fouilles archéologiques, les Péquart sont loin de la seule recherche du « bel objet ». Ils opèrent avec méthode et rigueur. L'ensemble des découvertes est consigné puis publié régulièrement. Les fouilles archéologiques qu'ils effectuent dans les amas coquilliers de Téviec et de Hœdic (Morbihan) sont par exemple exposées dans leur Techniques de fouilles préhistoriques où est affirmé le caractère scientifique et novateur de leurs recherches (1928).
Parmi leurs nombreuses publications, citons :
- Carnac, fouilles faites dans la région, campagne 1922 : tumulus de Crucuny, tertre du Manio, Tertre du Castellic (commune de Carnac). Notes techniques, avec Zacharie Le Rouzic, 1923.
- Corpus des signes gravés des monuments mégalithiques du Morbihan, avec Z. Le Rouzic et Camille Jullian, 1927.
- « Techniques de fouilles préhistoriques », Revue des musées et collections archéologiques, III, 1928.
- Téviec, station-nécropole mésolithique du Morbihan, avec Marcellin Boule, 1937.
- « Grotte du Mas d’Azil : une nouvelle galerie magdalénienne », Annales de Paléontologie, 1960.

Cet engagement scientifique vaut à Saint-Just Péquart d'être vice-président de la Société préhistorique française en 1934, puis président l'année suivante.
Avec son épouse Marthe, il fonde également l'Association lorraine d'études anthropologiques (ALEA) en 1928, ainsi que les prix de la « France d’Outre-Mer » et « Faidherbe - Galliéni - Lyautey » à l'Institut colonial de l'université de Nancy.

### Décès
Réformé des obligations militaires pour raison de santé (pied bot), âgé (62 ans), Saint-Just Péquart se laisse cependant convaincre en 1943[réf. nécessaire] de rejoindre la milice. Les raisons et motivations de cet engagement restent mystérieuses. Peut-être par anticommunisme et fidélité au régime de Vichy. Il est peu probable, au vu de son âge et de sa condition physique, qu'il ait participé à des activités de la milice. En revanche, il est possible qu'il fut un soutien financier et « mondain ».
Péquart est arrêté début septembre 1944 puis jugé hâtivement le 8 par la « cour martiale » autoproclamée de Montpellier. Cette dernière ordonne son exécution et, au mépris des ordres de De Gaulle ordonnant la suspension de toutes les exécutions, Péquart est fusillé le 11 septembre 1944. De nombreux éléments laissent croire à un procès expéditif et sommaire. Cet engagement jeta une ombre sur ses recherches pendant plusieurs décennies.
La dépouille de Péquart fut inhumée dans le carré militaire de Montpellier, ce qui semble paradoxal.

## Distinctions et décorations
- Officier d'Académie.
- Médaille commémorative de la guerre 1914-1918.
- Officier de l'ordre du Ouissam alaouite (Maroc).
- Commandeur du Nichan Iftikhar (Tunisie).
- membre de la Commission des Monuments historiques (section préhistoire).
- inspecteur des Antiquités nationales préhistoriques (région de l'Est).
- délégué pour l'Inspection des fouilles par l'Inspection des Antiquités nationales du Sud-Ouest.

## Postérité
Le nom des Péquart est gravé sur la plaque des bienfaiteurs du musée de Carnac.
Des expositions ont été consacrées aux Péquart :
- en tant qu'archéologues, au fort de l'île d'Hœdic, du 1er juillet au 30 septembre 2007.
- en tant qu'archéologues, au musée de Préhistoire de Carnac, du 1er février au 30 avril 2008.
- en tant que mécène et collectionneur de l'École de Nancy, à la mairie de Laxou, du 8 novembre au 29 novembre 2024.

Des salles sont actuellement consacrées aux Péquart et à leurs fouilles (méthodes, découvertes) au musée de Carnac.